# Marcus Clark & Co.
Marcus Clark & Co was een Australische warenhuisketen, opgericht door Henry Marcus Clark in 1883. 

## Geschiedenis

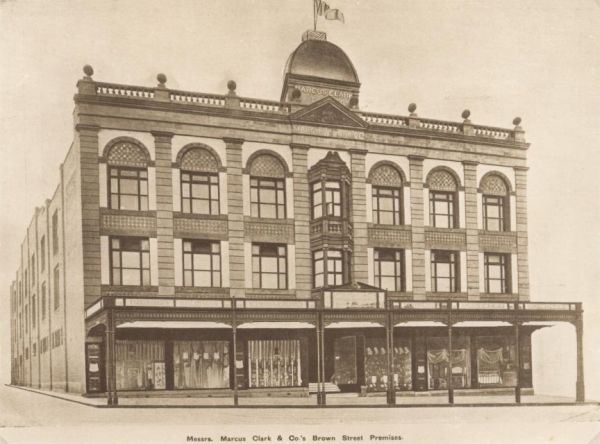
Winkel in Newtown, 1912

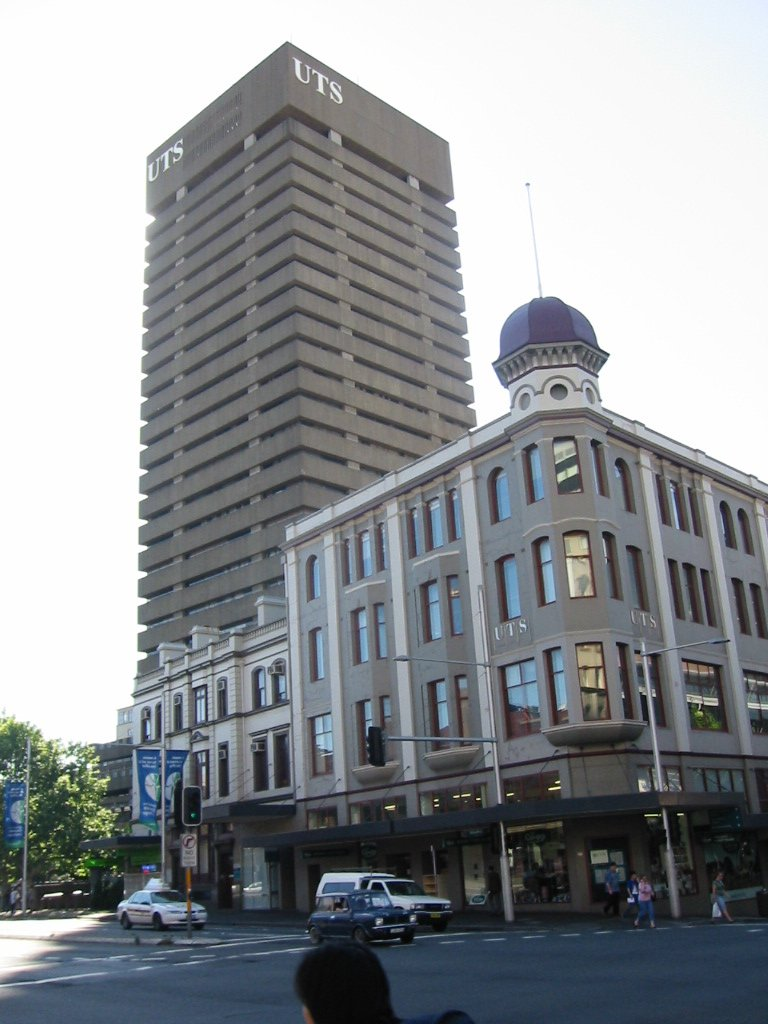
Bon Marche-winkel op Broadway, nu onderdeel van de University of Technology Sydney

De winkel begon op 1 februari 1883 in de buitenwijk Newtown van Sydney als een stoffenwinkel met twee etalages. Al snel werden nieuwe winkels geopend in Marrickville en Bondi Junction. In 1896 werd er een winkel dichter bij de stad geopend op Broadway, op de hoek van Harris Street, vlak bij Railway Square. Het had een ander concept en was gevuld met goedkopere waren. De winkel heette Bon Marche, naar het Parijse warenhuis. De winkel was een succes en in 1909 werd op dezelfde plek een groter gebouw neergezet naar een ontwerp van Arthur Anderson. Het gebouw maakt nu deel uit van de Technische Universiteit van Sydney.

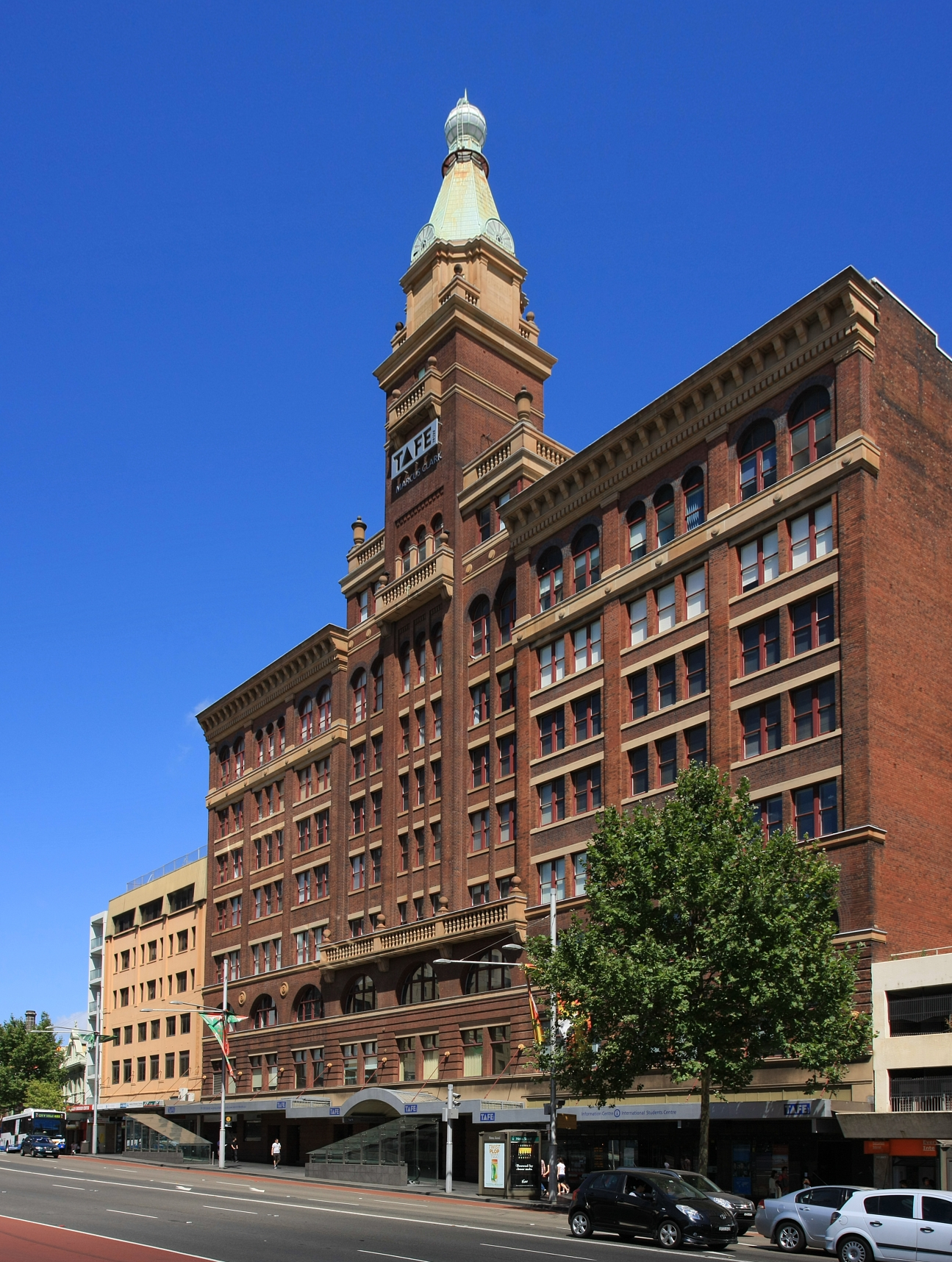
Marcus Clark-gebouw op Railway Square

Marcus Clark & Co drukte in 1906 waarschijnlijk zijn grootste en meest blijvende stempel op Sydney, toen het door James Nangle ontworpen Central Square-gebouw, bekend als het Flat Iron Building, werd neergezet op de hoek van George Street en Pitt Street, Railway Square, op de plek van een vroegere tolpoort. Voor alle bezoekers die de stad vanuit het zuiden binnenkwamen, was het een indrukwekkend gezicht: een markant bouwwerk van negen verdiepingen en 45 meter hoog. Het was destijds het hoogste gebouw in Sydney. 

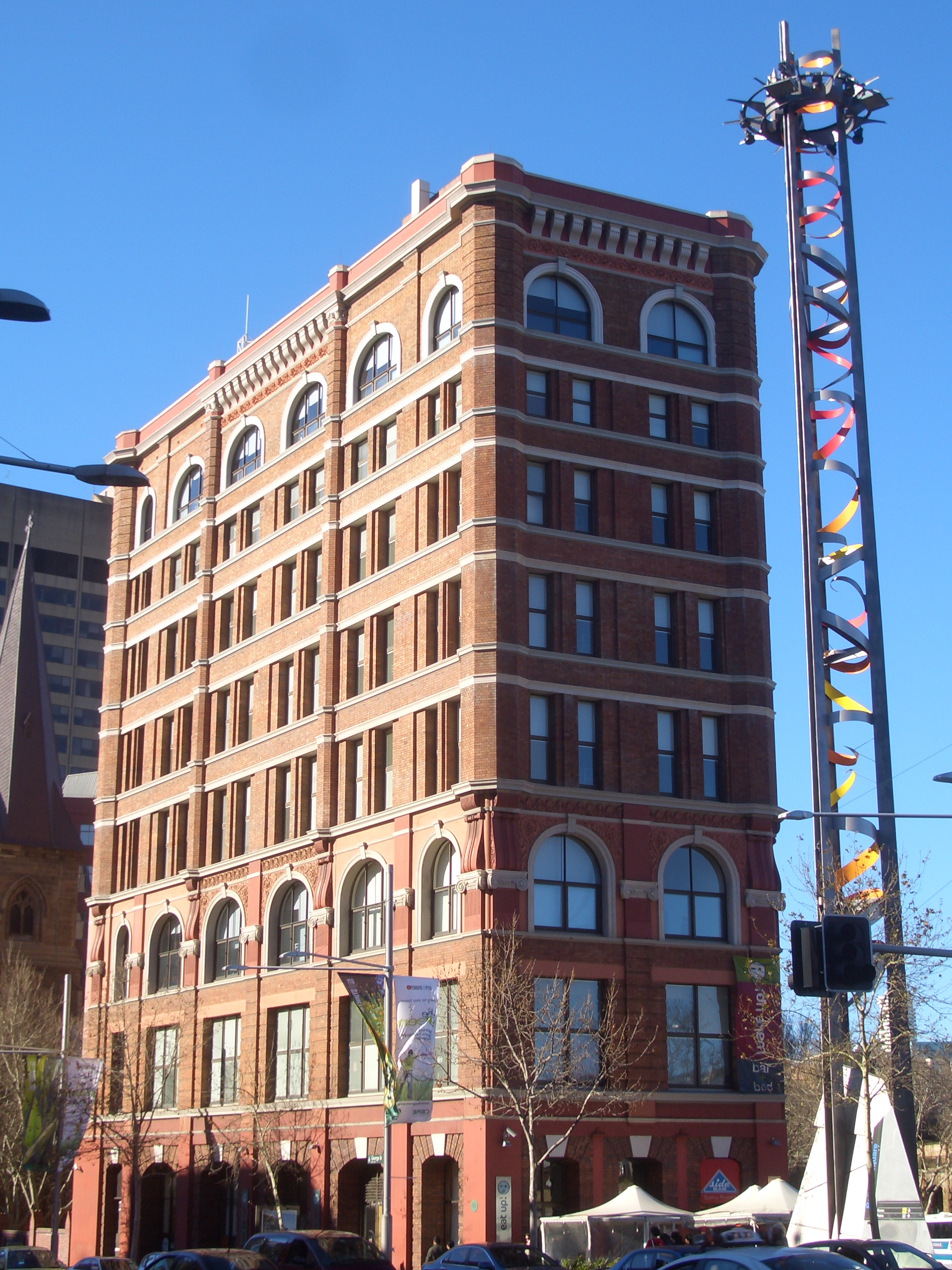
Marcus Clark "Flatiron" winkel op Railway Square

De vroege ervaringen van Henry Marcus Clark in Newtown hebben hem mogelijk gewezen op de voordelen van regionale en voorstedelijke detailhandel. Hoewel een aantal retailers na de Tweede Wereldoorlog vestigingen buiten de stad openden, was de groei van Marcus Clark & Co ongekend: de Sands Directory uit 1915 vermeldde winkels in Newtown, North Sydney, Armidale, Dubbo, Goulburn, Gunnedah, Inverell, Lismore, Lithgow, Narrabri, Newcastle, Nowra, Tamworth en Wollongong. Veel van deze locaties op het platteland waren eigenlijk bescheiden winkels in plaats van grote warenhuizen. Toch konden ze hun klanten nog steeds een persoonlijke service bieden en concurreerden ze rechtstreeks met retailers in de stad, zoals Anthony Hordern & Sons, die veel winst maakten met de lucratieve postorderhandel. Klanten op het platteland konden goederen bestellen en laten bezorgen bij de stadswinkels van Marcus Clark & Co, die gunstig gelegen waren naast het pakketpostkantoor op het Centraal Station. 
Op het Railway Square werd een nieuwe meubelzaak gebouwd, die in 1928 door architectenbureau Spain & Cosh werd uitgebreid tot een gebouw van tien verdiepingen met een klokkentoren. 
Na de dood van Henry Marcus Clark in 1913 nam zijn zoon Reginald Marcus Clark (1883-1953), de zaak over. Het bedrijf bleef in familiehanden totdat het in 1966 werd overgenomen door het concurrerende warenhuis Waltons. De Bon Marche-winkel van Marcus Clark sloot al in 1961 en verhuisde naar de buitenwijk Liverpool van Sydney. De winkel op Railway Square sloot in juli 1965. Een andere zoon, Timothy Marcus Clark (16 december 1932 – 2015) volgde onderwijs aan The Scots College en Harvard Business School. Hij was onder meer directeur van Marcus Clark & Co en Waltons.